# Ejido la Guayana
Ejido la Guayana es una localidad del estado mexicano de Aguascalientes. Es parte del municipio de Jesús María.

## Demografía
| Gráfica de evolución demográfica |
|                                  |

| Censo | Población |
| ----- | --------- |
| 1900  | 209       |
| 1910  | 195       |
| 1921  | 225       |
| 1930  | 243       |
| 1940  | 220       |
| 1950  | 156       |
| 1960  | 267       |
| 1970  | 22        |
| 1980  | 299       |
| 1990  | 639       |
| 2000  | 863       |
| 2010  | 1 028     |
| 2020  | 1 183     |